# Johannebergs landeri

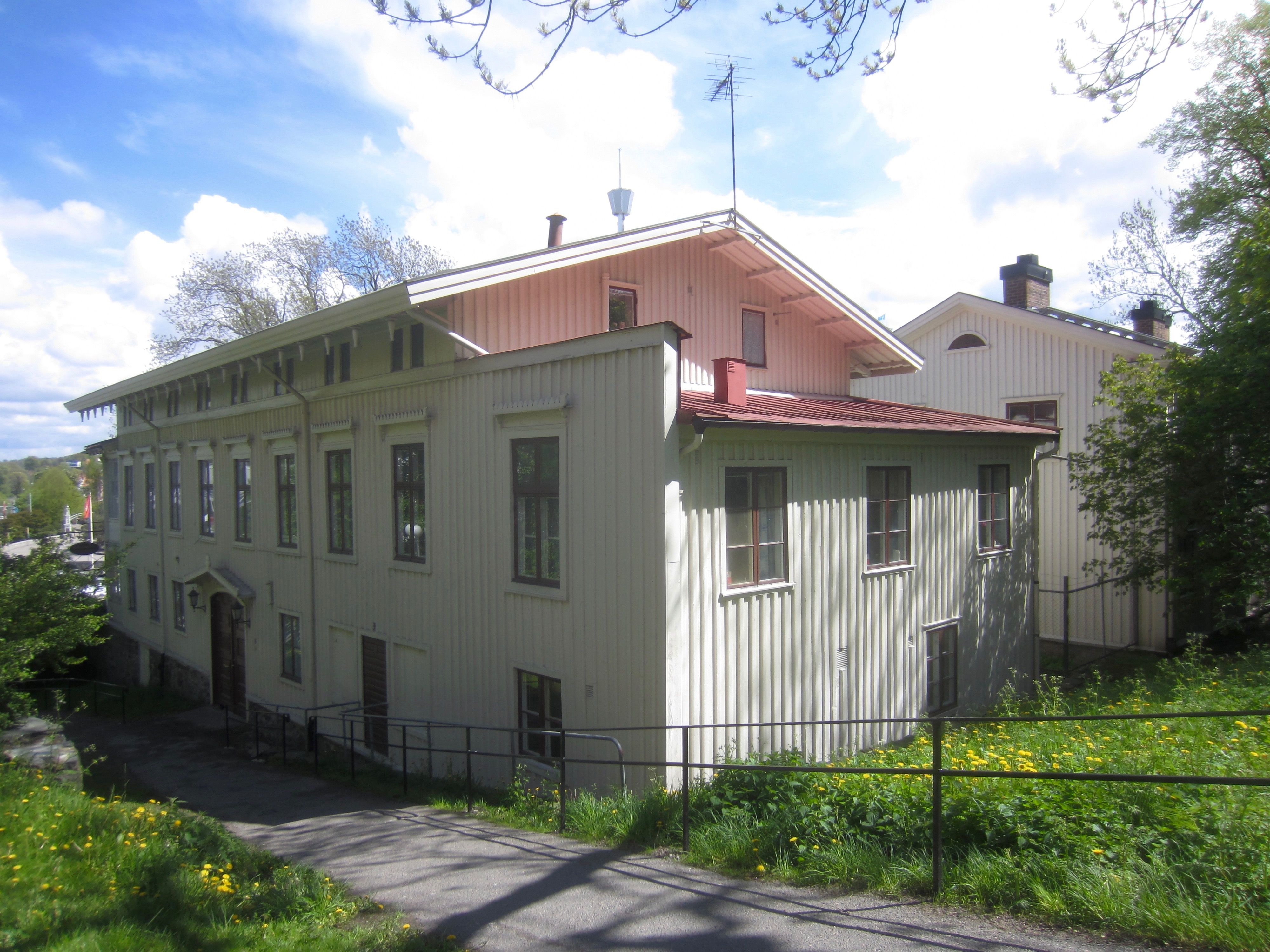
Johannebergs landeri från nordväst.

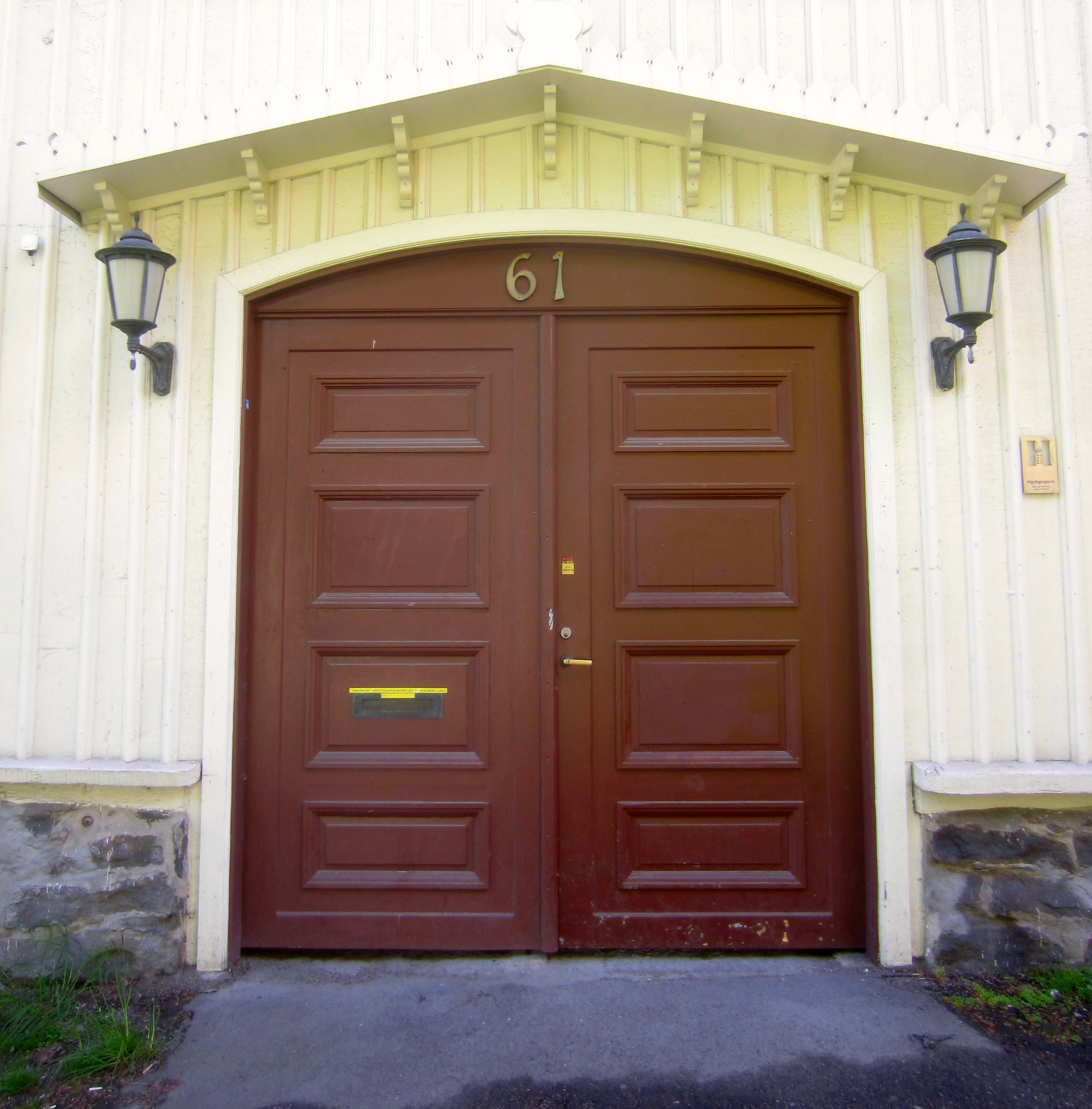
Johannebergs landeri, porten vid Södra Vägen 61.

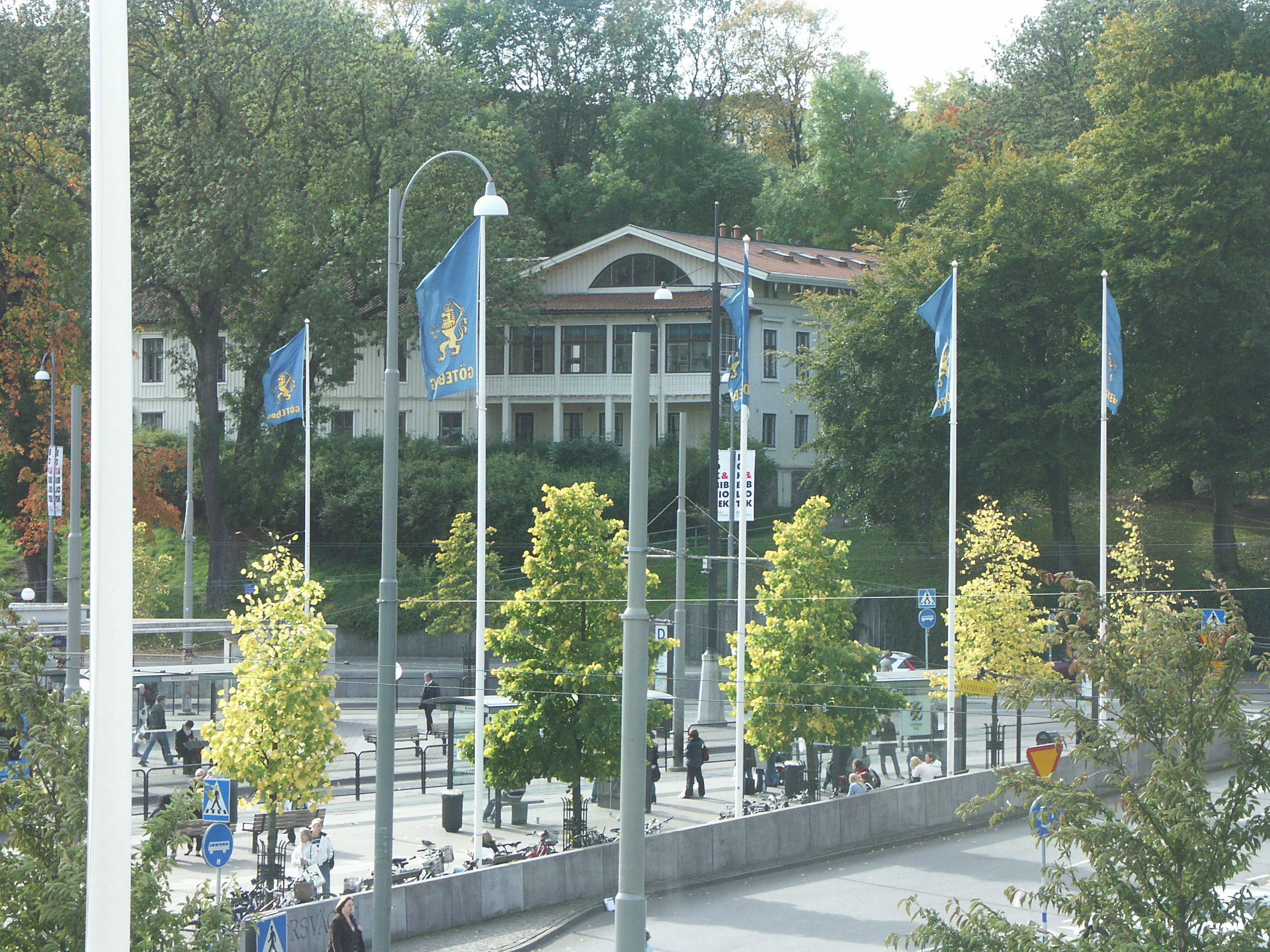
Johannebergs landeri sett från Korsvägen.

Johannebergs landeri var ett av Göteborgs landerier. Dess huvudbyggnad, som uppfördes i slutet av 1700-talet, har idag adressen Södra Vägen 61 och ligger i höjd med Korsvägen. Landeriet har givit namn åt stadsdelen Johanneberg. Sedan 1981 huserar Göteborgs socialpsykologiska institut i byggnaderna. Efter en brand 1985 som höll på att ödelägga landeriet fick de efter renovering flytta in i annexet som byggdes 1921 och som GSI delar med Musik i väst.
Skulptören Nanna Ullmans bronsgrupp Diskussion placerades ut på grässlänten nedanför landeriet, ner mot Korsvägen den 3 juli 1958.